# ジャン・トリスタン (ヴァロワ伯)
ジャン・トリスタン・ド・フランス（フランス語：Jean Tristan de France, 1250年4月8日 - 1270年8月3日）は、カペー朝のフランス王子。結婚によりヌヴェール伯（在位：1265年 - 1270年）、オセール伯およびトネール伯（在位：1268年 - 1270年）。また、1268年にアパナージュとしてヴァロワ伯領およびクレピー伯領を与えられた。

## 生涯
ジャンはフランス王ルイ9世とマルグリット・ド・プロヴァンスの第6子、4男としてエジプトのダミエッタで生まれた。また、第7回十字軍中に生まれたルイ9世の3人の子女のうちの最初の子であった。ジャンの生まれたダミエッタは1249年に十字軍に征服された港町であった。
年代記作者ジャン・ド・ジョアンヴィルによると、ジャンが生まれるとき老騎士が産婆の役割を果たしたという。ジャンの誕生の2日前、父ルイ9世はマムルークに捕らえられ、これが悲しい（triste）出来事であったため生まれてきた子供にトリスタン（Tristan）と名付けたという。ジャンは教会に改築されたダミエッタの大モスクで洗礼を受けた。1か月後、ダミエッタは放棄された。ジャンは幼年期を聖地ですごし、その地で弟ピエール（1251年）と妹ブランシュ（1253年）が生まれた。
父ルイ9世はジャンがドミニコ会に入会することを希望したが、ジャンはこれを拒否した。1266年、ジャンはヌヴェール女伯ヨランド2世（1247年 - 1280年）と結婚し、ジャンはこれによりヌヴェール伯、オセール伯およびトネール伯となった。1268年、父ルイ9世はジャンをアパナージュとしてヴァロワ伯位およびクレピー伯位を与えた。
2年後、ジャンは父に従い第8回十字軍に参加し、サルデーニャのカリャリを出発した後、7月にチュニスに到着した。しかしチュニスで兵士たちが赤痢にかかった。ジャンもまた赤痢にかかり死去し、その死から3週間後、父ルイ9世も赤痢にかかり死去した。父子の遺体はフランスに運ばれ、サン＝ドニ大聖堂に埋葬された。
ジャンと妃ヨランドとの間に子供は生まれなかった。ヨランドは1272年にフランドル伯ロベール3世と再婚した。ジャンが保持していたヴァロワ伯領は王のもとに戻された。